# Иван Моканов
Иван Георгиев Моканов (20 февруари 1912 – 13 април 1982) е български футболист и треньор по футбол. Легендарна фигура в историята на Владислав (Варна) и впоследствие на Черно море (Варна).

## Кариера като футболист

### На клубно ниво
Моканов започва да играе футбол в кварталния клуб Преслава (Варна), който през 1930 г. става клон на Владислав (Варна). Именно в този период, на 18-годишна възраст, облича фланелката на Владислав. През следващите 15 години е основен стълб в защитата на отбора. Отличава се с физика и сила на удара. Щатен изпълнител на пряк свободни удари и дузпи. Дългогодишен капитан на състава, а след 1940 г. и играещ треньор. Изиграва над 300 мача за клуба в различните първенства.
С Владислав печели титлата от Държавното първенство през сезон 1934. Определен от софийския вестник „Спорт“ за най-добър играч във финала срещу Славия, в който варненци побеждават с 2:0. Двукратен вицешампион в Националната футболна дивизия през 1937/38 и 1938/39. Участва във всички мачове през трите сезона, в които се провежда дивизията, с изключение на един, в който Владислав печели служебно заради неявяване на съперника. Записва общо 53 мача в дивизията, в които бележи 10 гола.
След сливането на Владислав с Тича в началото на 1945 г. става лидер и капитан на обединения клуб. В кариерата си има само една пропусната дузпа – на 16 декември 1945 г. в двубой срещу Торпедо (Москва). Седмица по-късно изиграва последния си мач като активен футболист, когато Сборен отбор на Варна побеждава с 1:0 Сборен отбор на София.

### Национален отбор
Между 1933 г. и 1940 г. Моканов изиграва 4 мача за националния отбор. Дебютира на 21 май 1933 г. при катастрофалната загуба с 0:13 в контрола като гост срещу Испания. След края на срещата Моканов, който е единственият футболист от извънстоличен клуб в състава, е посочен като главен виновник за поражението и е подложен на унищожителна критика. Отношението към него става причина дълго след това играчи от Варна да отказват поканите от националния тим.
Следващата му поява с екипа на България е на 25 декември 1934 г. при загуба с 3:4 от Югославия в мач за Балканската купа. Играе също в две контроли срещу Германия и Словакия през 1939 г. и 1940 г.

## Кариера като треньор
След края на състезателната си кариера Моканов остава на работа в Черно море. Първоначално е назначен за касиер на клуба. През 1948 г. завършва Държавната треньорска школа. От 1 януари 1949 г. е назначен за старши треньор на „моряците“. Води отбора в продължение на 11 години. Отличава се с нюх към откриването на млади таланти и налагането им в представителния отбор. През сезон 1953 извежда Черно море до 3-то място в А група. Сменен е през 1960 г. от Лозан Коцев.
Вторият му период начело на отбора е между 1964 г. и 1968 г. В него Черно море постига престижни успехи в международни мачове. На 8 юни 1966 г. варненци побеждават Аякс Амстердам във Варна с 3:1. През същата година надиграват с 1:0 Нотингам Форест като гост по време на турне в Англия. Третият му период като старши треньор на тима е през сезон 1979/80. През 2013 г., по случай 100-годишнината на Черно море, Моканов посмъртно е награден със Златна значка на БФС за особено големи заслуги за развитието на българския футбол.

## Успехи

### Като футболист
Владислав
- Държавно първенство –  Шампион: 1934

- Национална дивизия –  Вицешампион (2): 1937/38, 1938/39

### Като треньор
Черно море
- А група –  Бронзов медалист: 1953